# Roudouallec
 Roudouallec  (en bretón Roudoualleg) es una población y comuna francesa, situada en la región de Bretaña, departamento de Morbihan, en el distrito de Pontivy y cantón de Gourin.

## Demografía
| 1100 | 1144 | 961 | 856 | 772 | 700 |
| Para los censos de 1962 a 1999 la población legal corresponde a la población sin duplicidades (Fuente: INSEE [Consultar]) |      |     |     |     |     |